# 독성산성 전투
독성산성 전투(禿城山城戰鬪)는 경기도 수원부(현 오산시)의 독성산성에서 권율이 벌인 전투로 이치 전투 이후 승리를 거둔 전투이다. 

## 배경
임진왜란 초기에 벌어진 용인 전투에서 5만 명의 남도근왕군이 궤멸당한 후 용인 전투 참전 장수 중 유일하게 피해를 입지 않았던 권율은 이치 전투에서 승리한 후 임진년 말경에 휘하 장수 선거이, 소모사 변이중, 조방장 조경, 의병장 임희진과 변사정, 승병장 처영과 1만 명의 군사들을 이끌고 북상한다. 권율은 용인 전투의 전철을 밟지 않기 위해 수원의 독성산성으로 들어갔다. 당시 한양에는 6만 명의 일본군이 주둔하고 있었는데 한양 주둔 일본군 총사령관이자 제8진 우키타 히데이에는 권율이 독성산성에 있으면 한양의 후방 연락망과 보급 추진로의 어려움을 겪게 될 것으로 예상해 2만 명의 군사를 뽑아 수원에서 오산, 관천, 용인 등지로 들어가는 길을 차단하고 공격을 개시했다.

## 전투 과정
독성산성이 공격을 받자 조선군은 소수 병력을 타격조로 편성해 운용하고 수시로 야습을 감행함으로써 일본군을 교란했다. 이에 일본군은 성 안으로 가는 물줄기를 막아 독성산성을 고립시키려 했다. 그러나 조선군이 제방을 막고 있던 일본군을 야간에 기습하여 단수를 차단했다. 그리고 전라도 도사 최철견이 의병을 모집해 권율을 구원하기 위해 오자 일본군은 전의를 상실하고 산성에서 철수했다. 이로써 경기도 일부가 수복되었고 명나라 원군이 오고 곳곳에서 의병이 일어나는 가운데 1593년이 가까워 갔다.

## 일화
독성산성의 식수가 부족하다는 것을 알게 된 왜군은 지구전(持久戰)을 펼치려 하였지만, 권율은 적이 보는 앞에서 말을 씻기며 왜군을 조롱하였다. 이를 본 왜군은 식수가 아직 있다고 오인하여 퇴각하였다. 그러나 이때 말을 씻긴 것은 물이 아니라 쌀이었다.

## 같이 보기
- 오산 독산성과 세마대지 - 사적 제140호